# Luke Fleurs
Luke Donn Fleurs (Città del Capo, 3 marzo 2000 – Johannesburg, 3 aprile 2024) è stato un calciatore sudafricano, di ruolo difensore.

## Biografia
Morì il 3 aprile 2024 all'età di 24 anni, ucciso con colpi di arma da fuoco da alcuni malviventi intenzionati a rubargli la macchina in una stazione di servizio nella periferia di Johannesburg.

## Caratteristiche tecniche
Giocò nel ruolo di difensore centrale.

## Carriera

### Club
Cresciuto nel settore giovanile dell'Ubuntu Cape Town, debuttò in prima squadra il 21 agosto 2017 in occasione dell'incontro di National First Division perso 2-1 contro lo Stellenbosch. Al termine della stagione venne acquistato dal SuperSport Utd. Il 26 ottobre 2023 firmò un contratto con i Kaizer Chiefs.

### Nazionale
Nel 2021 venne convocato dalla nazionale olimpica sudafricana per prendere parte alle Olimpiadi di Tokyo. Debuttò il 22 luglio in occasione dell'incontro perso 1-0 contro il Giappone.

## Statistiche

### Presenze e reti nei club
| Stagione                 | Squadra                  | Campionato               | Campionato | Campionato | Coppe nazionali | Coppe nazionali | Coppe nazionali | Coppe continentali | Coppe continentali | Coppe continentali | Altre coppe | Altre coppe | Altre coppe | Totale | Totale | Totale |
| Stagione                 | Squadra                  | Comp                     | Pres       | Reti       | Comp            | Pres            | Reti            | Comp               | Pres               | Reti               | Comp        | Pres        | Reti        | Pres   | Reti   |        |
| ------------------------ | ------------------------ | ------------------------ | ---------- | ---------- | --------------- | --------------- | --------------- | ------------------ | ------------------ | ------------------ | ----------- | ----------- | ----------- | ------ | ------ | ------ |
| 2017-2018                | Ubuntu Cape Town         | 1D                       | 18         | 0          | CS              | 2               | 0               |                    | -                  | -                  |             | -           | -           | 20     | 0      |        |
| 2018-2019                | SuperSport Utd           | PD                       | 1          | 0          | CS              | 0               | 0               |                    | -                  | -                  |             | -           | -           | 1      | 0      |        |
| 2019-2020                | SuperSport Utd           | PD                       | 14         | 2          | CS              | 0               | 0               |                    | -                  | -                  |             | -           | -           | 14     | 2      |        |
| 2020-2021                | SuperSport Utd           | PD                       | 19         | 0          | CS              | 1               | 0               |                    | -                  | -                  |             | -           | -           | 20     | 0      |        |
| 2021-2022                | SuperSport Utd           | PD                       | 21         | 0          | CS+MTN8         | 2+1             | 0               |                    | -                  | -                  |             | -           | -           | 24     | 0      |        |
| 2022-2023                | SuperSport Utd           | PD                       | 10         | 0          | CS+MTN8         | 0+1             | 0               |                    | -                  | -                  |             | -           | -           | 11     | 0      |        |
| Totale Supersport United | Totale Supersport United | Totale Supersport United | 65         | 2          |                 | 5               | 0               |                    | -                  | -                  |             | -           | -           | 70     | 2      |        |
| 2023-apr. 2024           | Kaizer Chiefs            | PD                       | 0          | 0          | CS+MTN8         | 0               | 0               |                    | -                  | -                  |             | -           | -           | 0      | 0      |        |
| Totale carriera          | Totale carriera          | Totale carriera          | 83         | 2          |                 | 7               | 0               |                    | -                  | -                  |             | -           | -           | 90     | 2      |        |